# Rivière aux Écorces (vattendrag i Kanada, lat 47,02, long -77,96)
Rivière aux Écorces är ett vattendrag i Kanada.   Det ligger i provinsen Québec, i den sydöstra delen av landet, 250 km nordväst om huvudstaden Ottawa.
I omgivningarna runt Rivière aux Écorces växer i huvudsak blandskog. Trakten runt Rivière aux Écorces är nära nog obefolkad, med mindre än två invånare per kvadratkilometer.